# Casellario centrale delle posizioni previdenziali attive
Il casellario centrale delle posizioni previdenziali attive, nel sistema pensionistico pubblico in Italia, è l'anagrafe generale delle posizioni assicurative dei lavoratori iscritti all'Assicurazione generale obbligatoria o a sue forme sostitutive.

## Quadro normativo
Il casellario centrale delle posizioni previdenziali attive è stato istituito con L.243 del 23 agosto 2004 art. 1 c.23.
Il casellario è istituito presso l'Inps ed è regolamentato dal D.M. del 4 febbraio 2005 e pubblicato in Gazzetta ufficiale n. 27 del 29 marzo 2005.
23.  Presso l'INPS è istituito il Casellario centrale delle
posizioni previdenziali attive, di seguito denominato  "Casellario",
per la raccolta, la conservazione e la gestione dei dati e di altre
informazioni relativi ai lavoratori iscritti:
a) all'assicurazione generale obbligatoria per l'invalidità, la
vecchiaia e i superstiti dei lavoratori dipendenti, anche con
riferimento ai periodi di fruizione di trattamenti di disoccupazione
o di altre indennità o sussidi che prevedano una contribuzione
figurativa;
b)   ai regimi obbligatori di previdenza sostitutivi
dell'assicurazione generale obbligatoria per l'invalidità,   la
vecchiaia e i superstiti o che ne comportino comunque l'esclusione o
l'esonero;
c) ai regimi pensionistici obbligatori dei lavoratori autonomi, dei
liberi professionisti e dei lavoratori di cui all'articolo 2,  comma
26, della legge 8 agosto 1995, n. 335;
d) a qualunque altro regime previdenziale a carattere obbligatorio;
e) ai regimi facoltativi gestiti dagli enti previdenziali.
24. Entro due mesi dalla data di entrata in vigore della presente
legge, con decreto del Ministro del lavoro e delle politiche sociali,
di concerto con il Ministro dell'economia e delle finanze,  sentiti gli enti e le amministrazioni interessati,  sono definite le
informazioni da trasmettere al Casellario,  ivi comprese quelle
contenute nelle dichiarazioni presentate dai sostituti d'imposta,  le modalità, la periodicità e i protocolli di trasferimento delle
stesse.
25. In sede di prima applicazione della presente legge, gli enti e
le amministrazioni interessati trasmettono i dati relativi a tutte le posizioni risultanti nei propri archivi entro tre mesi dalla data di
pubblicazione nella Gazzetta Ufficiale del decreto di cui al comma 24.
26. Il Casellario costituisce l'anagrafe generale delle posizioni
assicurative condivisa tra tutte le amministrazioni dello Stato e gli
organismi gestori di forme di previdenza e assistenza obbligatorie, secondo modalità di consultazione e di scambio di dati disciplinate dal decreto di cui al comma 24. Con le necessarie integrazioni,  il Casellario consente prioritariamente di:
a)  emettere l'estratto conto contributivo annuale previsto
dall'articolo 1, comma 6, della legge 8 agosto 1995,  n.  335,  e
successive modificazioni;
b) calcolare la pensione sulla base della storia contributiva
dell'assicurato che, avendone maturato il diritto,  chiede,  in base
alle norme che lo consentono, la certificazione dei diritti acquisiti (v. art. 24 c. 3 Salva Italia riforma delle pensioni Fornero)
o presenta domanda di pensionamento.
27. Oltre alle informazioni di cui al comma 23 trasmesse secondo le
modalità e la periodicità di cui al comma 24,  il Casellario,  al
fine di monitorare lo stato dell'occupazione e di verificare il
regolare assolvimento degli obblighi contributivi,   provvede a
raccogliere e ad organizzare in appositi archivi:
a) i dati delle denunce nominative degli assicurati relative ad
assunzioni, variazioni e cessazioni di rapporto di lavoro trasmesse
dai datori di lavoro all'Istituto nazionale per l'assicurazione
contro gli infortuni sul lavoro (INAIL) ai sensi dell'articolo 14,
comma 2, del decreto legislativo 23 febbraio 2000, n. 38;
b) le informazioni trasmesse dal Ministero dell'interno, secondo le
modalità di cui al comma 24,  relative ai permessi di soggiorno
rilasciati ai cittadini extracomunitari;
c)  le informazioni riguardanti le minorazioni o le malattie
invalidanti, codificate secondo la vigente classificazione ICD-CM
(Classificazione internazionale delle malattie   -   Modificazione
clinica) dell'Organizzazione mondiale della sanità,  trasmesse da
istituzioni,  pubbliche o private,  che accertino uno stato di
invalidità o di disabilità o che eroghino trattamenti pensionistici
od assegni continuativi al medesimo titolo, secondo le modalità  di
cui al comma 24 e i principi di cui all'articolo 20 del decreto
legislativo 30 giugno 2003, n. 196.  Tali informazioni confluiscono
altresì nel Casellario centrale dei pensionati di cui al decreto del
Presidente della Repubblica 31 dicembre 1971, n. 1388, per quanto di competenza.
28.  Le informazioni costantemente aggiornate contenute nel
Casellario costituiscono, insieme a quelle del  Casellario centrale dei pensionati, la base per le previsioni e per la valutazione
preliminare sulle iniziative legislative e regolamentari in materia previdenziale. Il Casellario elabora i dati in proprio possesso anche
per favorirne l'utilizzo in forma aggregata da parte del Nucleo di
valutazione della spesa previdenziale e da parte delle
amministrazioni e degli enti autorizzati a fini di programmazione, nonché  per adempiere agli impegni assunti in sede europea e internazionale.

### Leggi
- Legge 23 agosto 2004, n. 243, articolo 1, in materia di "Norme in materia pensionistica e deleghe al Governo nel settore della previdenza pubblica, per il sostegno alla previdenza complementare e all'occupazione stabile e per il riordino degli enti di previdenza ed assistenza obbligatoria."

- Decreto-legge 6 dicembre 2011, n. 201, articolo 24, in materia di "Disposizioni urgenti per la crescita, l'equita' e il consolidamento dei conti pubblici."

- Legge 8 agosto 1995, n. 335, in materia di "Riforma del sistema pensionistico obbligatorio e complementare."

### Regolamenti
- D.M. 4 febbraio 2005 (1).

Istituzione del Casellario centrale delle posizioni previdenziali attive,
presso l'Istituto nazionale della previdenza sociale.

### News
- Laura Cavestri, Fornero: le Casse non hanno sostenibilità a 50 anni, in Il sole 24 ore. URL consultato il 29 marzo 2013.
- Pensioni: Fornero, non pensabile siano più lunghe della vita lavorativa, in ASCA. URL consultato il 3 aprile 2013 (archiviato dall'url originale il 25 ottobre 2013).
- Se il Pil crolla le pensioni calano a picco, in La Repubblica. URL consultato il 12 aprile 2013.

### Web
- Sistemi finanziari di gestione dei fondi previdenziali e metodi di calcolo delle prestazioni, su docs.google.com. URL consultato il 20 marzo 2013.
- EVOLUZIONE DELLA LEGISLAZIONE PENSIONISTICA DI BASE, su lavoro.gov.it. URL consultato il 4 aprile 2021 (archiviato dall'url originale il 30 aprile 2013).
- Carlo A. Bollino, Elementi di economia politica, 4ª ed., Morlacchi Editore, 2008, ISBN 88-89422-38-6.